# Cha
Trong tiếng Việt, cha còn gọi là ba, tía, bố, thầy, thân phụ, phụ thân, phụ, bọ ... Còn trong tiếng Anh thì được gọi là Father, Daddy, Dad, Papa, là một danh từ chung chỉ người, cùng cặp phạm trù với nữ giới là mẹ trong gia đình.

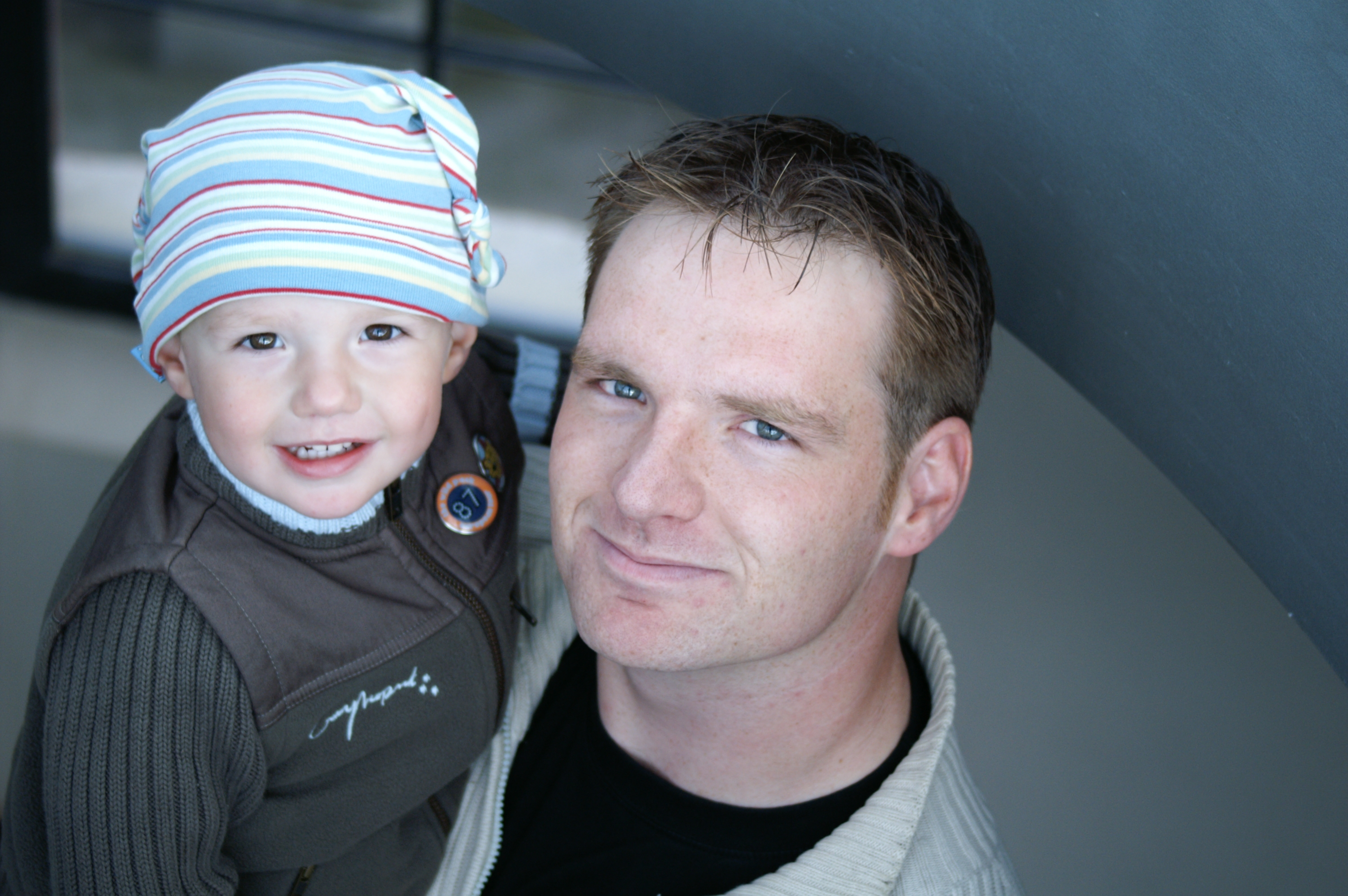
Cha và con

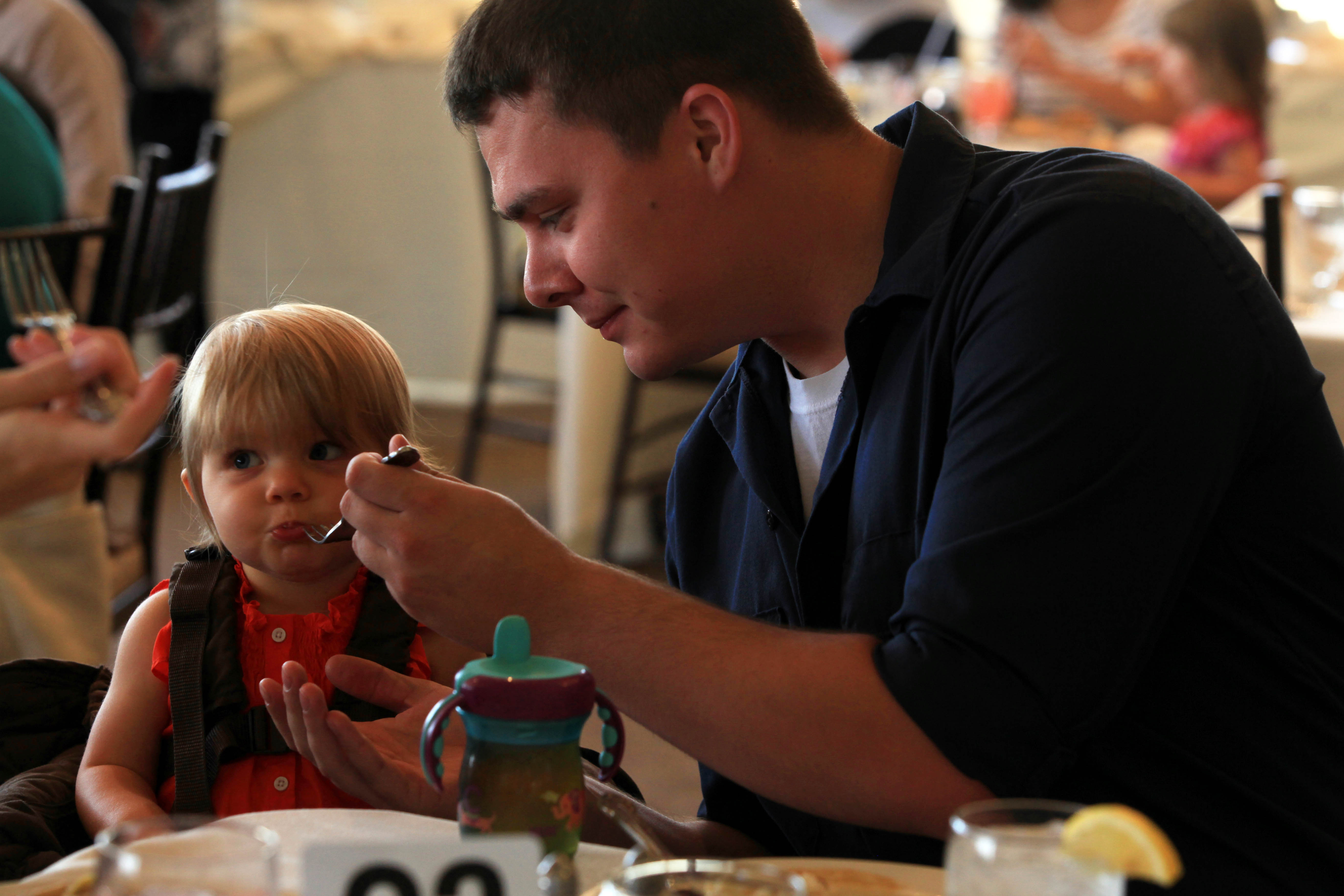
Cha và con gái

## Định nghĩa và phân loại
Theo y học, cha là con người trực tiếp cung cấp tinh trùng trong quá trình thụ tinh nhằm tạo ra một cơ thể mới qua quá trình mang thai và sinh nở của người mẹ.
Về xã hội học, một người được gọi là cha của một đứa trẻ khi đứa trẻ đó do vợ của ông ấy sinh ra. Người cha có bổn phận bảo vệ và chăm sóc, nuôi dưỡng, giáo dục,... con mình theo các quy định pháp luật cũng như bản năng làm cha.
Ngoài ra có nhiều trường hợp xã hội khác mà một người cũng được gọi là cha như:
- Cha nuôi: chỉ người nuôi nấng, bảo vệ và chăm sóc một đứa trẻ mà không phải là con ruột mình và trong hình thức tự nguyện
- Cha dượng/cha kế: của đứa con dùng chỉ người chồng thứ hai trở đi của người mẹ của đứa con đó
- Cha đỡ đầu (Thiên Chúa giáo): người đỡ đầu về vấn đề tâm linh và tôn giáo trong cả đời một tín hữu Thiên Chúa giáo.
- Cha cố (Thiên Chúa giáo): Thường là linh mục
- Cha chồng, cha vợ: người con dâu/con rể gọi cha của chồng/vợ mình

Ở tỉnh Thanh Hóa và tỉnh Hà Nam cũng như các tỉnh thành từ Quảng Trị trở vào miền Nam, từ "cha" được dùng để nhắc đến người cha đã mất nên nó không được dùng trong đời sống thường ngày nếu như những người con đã mất cha không muốn nhớ về người cha quá cố của chúng hoặc muốn quên đi những ký ức năm xưa về người cha lúc sinh thời. Vì vậy, ở những nơi này người ta có thể gọi cha là "ba", "bố" hoặc là "tía",... Còn đại đa số các tỉnh thành miền Bắc (kể cả những vùng sâu vùng xa) thỉnh thoảng vẫn còn dùng từ "cha".